# Hasan Bej Šukri
Hasan Bej Šukri (hebrejsky חסן ביי שוכרי‎, žil 1876 – 1940) byl arabský palestinský politik a starosta města Haifa.

## Biografie a politická dráha
Narodil se v Jeruzalému v tehdejší Osmanské říši. V letech 1914–1920 a znovu v letech 1927–1940 stál v čele Haify. Haifa v té době prodělávala velký demografický rozmach a většinový podíl v ní získávali Židé. Šukri patřil k umírněným arabským politikům. Mnozí Arabové ho proto obviňovali ze sympatií k sionismu. Přežil dva pokusy o atentát. K jednomu z nich došlo 22. ledna 1937, uprostřed vrcholícího arabského povstání v Palestině z let 1936–1939. Šukri byl totiž jediným arabským starostou v mandátní Palestině, který se nepřipojil ke generální stávce vyhlášené arabským sektorem. Dokonce musel během povstání uprchnout dočasně z Haify do Bejrútu. Jiní historici nepovažují Šukriho za otevřeně prosionistického, ale uznávají, že se výrazně angažoval v Islámské asociaci, která obecně podporovala existenci britského mandátu a měla korektní vztahy se sionistickou politickou reprezentací. Šukri věřil v koexistenci obou národů. Po jeho smrti do funkce starosty Haify nastoupil jako první židovský starosta Šabtaj Levy.